# República Autónoma Socialista Soviética del Turquestán
La República Autónoma Socialista Soviética del Turquestán (en ruso: Туркестанская Автономная Советская Социалистическая Республика), cuya capital era Taskent, fue una de las repúblicas autónomas integradas dentro de la República Socialista Federativa Soviética de Rusia y fundada desde la instauración de la Unión Soviética. Estaba dividida en dos partes, separadas por las repúblicas de Corasmia y Bujará.
Se mantuvo hasta fundarse la República Socialista Soviética de Uzbekistán, la República Socialista Soviética de Turkmenistán y el Óblast autónomo Kara-Kirguís, de los que pasaría a formar parte de su territorio en 1924.

## Historia
El 30 de abril de 1918, en el V Congreso Regional de los Sóviets (celebrado en Taskent, entre el 20 de abril y el 1 de mayo), se proclamó la República Soviética del Turquestán, en los territorios de Asia Central, conocidos como Turquestán. Los documentos del congreso establecían: 1. «La región se convertirá en la República Soviética de Turquestán, parte de la República Socialista Federativa Soviética de Rusia»;
2. La República Federativa Soviética del Turquestán, con gobierno autónomo, reconoce y coordina sus acciones con el gobierno central de la Federación Soviética de Rusia.
La República del Turquestán se convirtió en una república autónoma dentro de la RSFS de Rusia. El territorio de la antigua Gobernación General del Turquestán, que incluía los óblasts de Transcaspia, Samarcanda, Semirechye, Sir Daria y Ferganá, pasó a formar parte de la nueva RASS del Turquestán.
El congreso eligió el Comité Ejecutivo Central (CEC) (presidido por P. A. Kobozev y A. F. Solkin) y el Consejo de Comisarios del Pueblo (presidido por F. I. Kolesov). En mayo de 1918, se formó el Distrito Militar del Turquestán, la región militar del Ejército Rojo.
La formación de la RASS del Turquestán fue precedida por una lucha que comenzó después del establecimiento del poder soviético en Taskent el 1 de noviembre (14 de noviembre en el calendario gregoriano) de 1917 , con los movimientos nacionales del Turquestán (como la Autonomía de Alash, proclamada por el Movimiento Blanco). El Comité Central del PCR(b) y el gobierno de la RSFS de Rusia proporcionaron a la RASS del Turquestán toda la ayuda posible; en junio de 1918, se enviaron 70 millones de rublos a Taskent (entregados por el comunista M.S. Kachuriner) y 115 vagones de pan fueron entregados desde Tsaritsin.
En el verano de 1918, la RASS del Turquestán quedó aislada de la RSFSR por los frentes de la Guerra Civil. Durante la rebelión de Asjabad de 1918, se formó un Gobierno Provisional Transcaspio contrarrevolucionario, controlado por la intervención británica en Asia Central, y surgió el Frente Transcaspio. También se complicaron las relaciones con los vecinos Emirato de Bujará y el Kanato de Jiva, antiguos protectorados del Imperio ruso.
En estas condiciones, el gobierno de la República Autónoma Socialista Soviética del Turquestán y el Partido Comunista del Turquestán se centraron en cuestiones de defensa. La creación de unidades locales del Ejército Rojo se vio dificultada por el hecho de que la población local autóctona no había estado sujeta al servicio militar hasta entonces y, hasta el verano de 1920, fue reclutada voluntariamente en el Ejército Rojo.
Para el verano de 1918, el número de tropas de la RASS de Turquestán alcanzó los 8 mil hombres, para la primavera de 1919, hasta 20 mil. Además de ellos, había destacamentos de la Guardia Roja y escuadrones del partido. En julio de 1918, se creó el Cuartel General Militar Revolucionario de la República de Turquestán, que incluía a: F. I. Kolesov (presidente), I. P. Belov, Burenko, A. Kalashnikov, A. Klevleyev, N. Ya. Federmesser, N. V. Shumilov. Entre septiembre y diciembre de 1918, para apoyar a la RASS de Turquestán, se formaron unidades del Ejército de Turquestán en la estación de Urbakh (cerca de Astracán) , cuya propiedad fue posteriormente transferida a las unidades que iban a unirse a las tropas de la República de Turquestán. El 27 de diciembre de 1918, el Comité Ejecutivo de la República de Turquestán declaró la República de Turquestán un campamento militar. Se creó un cuartel general para formar las unidades nacionales del Ejército Rojo (al mando del comunista U. Bapishev). A finales de 1918, hasta 2500 combatientes internacionalistas (antiguos prisioneros de guerra de la Primera Guerra Mundial) luchaban en los frentes bajo el liderazgo del Partido Comunista de Obreros y Campesinos Extranjeros del Turquestán. En otoño de 1918, se formó el Colegio Supremo para la Defensa de la RSFS de Rusia, que sustituyó al Cuartel General Militar Revolucionario bajo el liderazgo de Votintsev y Figelski. Comenzó la reorganización de las fuerzas armadas: destacamentos dispersos se transformaron en unidades militares.
El VI Congreso Extraordinario de los Sóviets de Turquestán (5-15 de octubre de 1918) discutió asuntos de defensa y adoptó la Constitución de la República Soviética (Autónoma) de Turquestán. Según la Constitución adoptada, el VI Congreso de los Sóviets de Turquestán se confirmó como miembro de la RSFS de Rusia a la República Autónoma Socialista Soviética del Turquestán. La Constitución de 1918 no fue aprobada por las más altas autoridades de la República Socialista Federativa Soviética de Rusia  y no tenía la fuerza legal adecuada, ya que en varias disposiciones contradecía la Constitución de la RSFSR, y además tenía muchas inconsistencias internas. Legalmente, la Constitución de 1918 no estaba en vigor, pero se consideraba que estaba en vigor de facto. A pesar de las objeciones de los socialrevolucionarios de izquierda, el VI Congreso decidió crear sóviets de obreros y campesinos; se eligió el Comité Ejecutivo Central de Turquestán (con un total de 49 diputados bolcheviques y 26 socialrevolucionarios de izquierda; presidente: V. D. Votintsev) y el Consejo de Comisarios del Pueblo (con V. D. Figelski como presidente; los socialrevolucionarios de izquierda se negaron a unirse). 
La situación de la RASS del Turquestán se complicó por un motín en Taskent, organizado por el comisario militar Konstantín Osipov, durante el cual murieron muchos funcionarios del partido y de los sóviets.

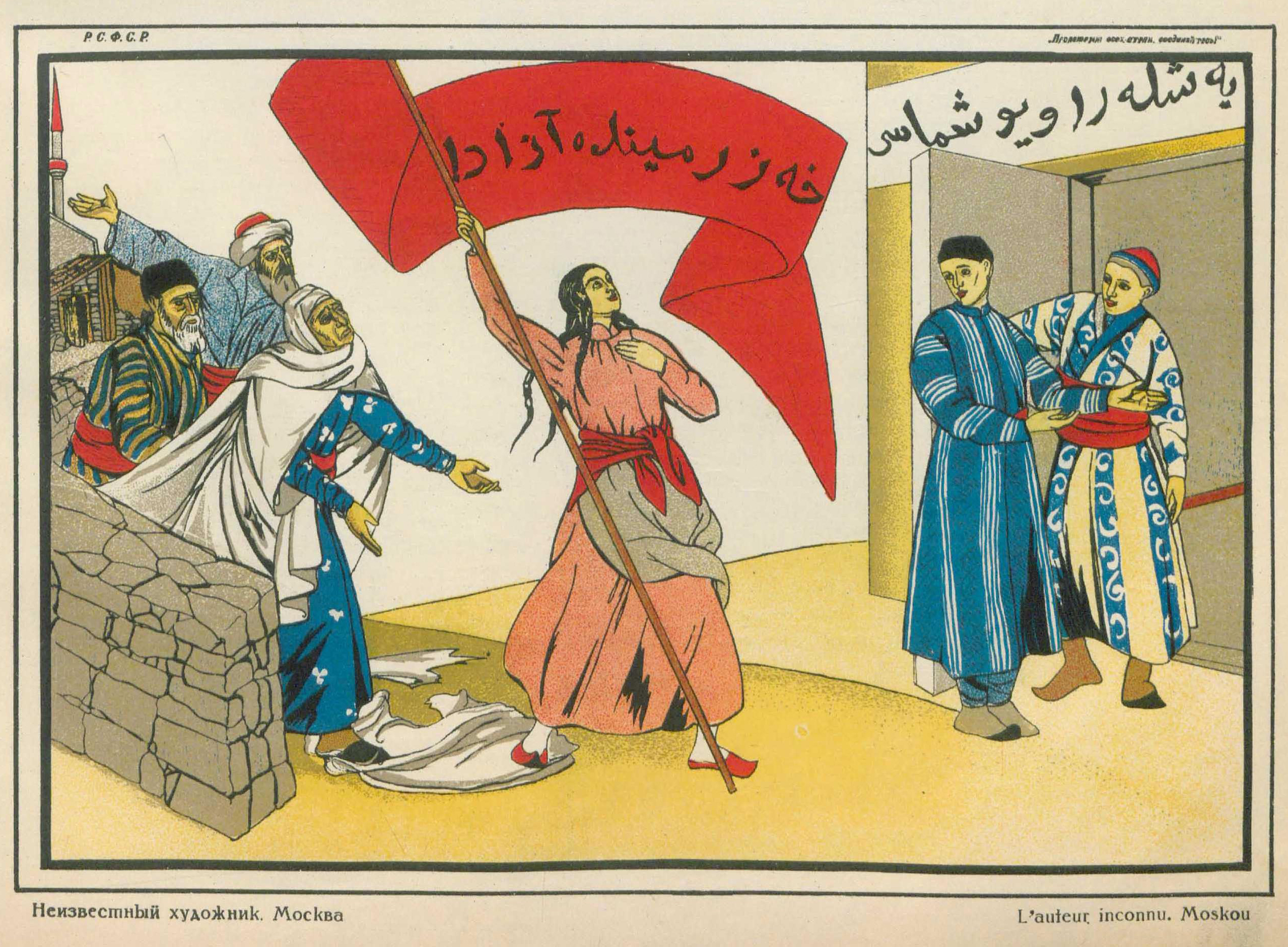
Póster propagandístico de 1921 que invita a mujeres a unirse al Komsomol.

El 21 de enero de 1919 se formó el Consejo Militar Revolucionario Provisional de la RSFSR con A. A. Kazakov como presidente, el cual pidió ayuda al Consejo de Comisarios del Pueblo de la RSFS de Rusia. El 22 de enero, las tropas del Frente Oriental ocuparon Oremburgo, rompiendo así el bloqueo a la RASS del Turquestán. En febrero de 1919, se formó una Comisión Temporal Especial del Consejo de Comisarios del Pueblo de la RSFSR y del Comité Central del PCR(b) para Asuntos de Turquestán. Se enviaron a la RSFS de Rusia bienes militares, 2 millones de toneladas de grano, así como 350 vagones de algodón. El 7.º Congreso Extraordinario de los Soviets del Turquestán (celebrado entre el 7 y el 31 de marzo de 1919) delineó medidas para fortalecer la defensa; decidió reclutar ampliamente a la población indígena en el Ejército Rojo para participar en la defensa de la república autónoma; condenó las tendencias chovinistas de gran potencia en este asunto por parte de varios trabajadores; eligió al Comité Ejecutivo Central del Turquestán (presidido por Kazakov) y al Consejo de Comisarios del Pueblo (presidido por K. E. Sorokin). En el congreso, la facción bolchevique se alió con los socialrevolucionarios de izquierda, cuyos líderes anunciaron la autodisolución de su partido y su ingreso al Partido Bolchevique. El 15 de abril de 1919, la Unión de Socialistas y Jóvenes de Taskent se reorganizó en la Unión Comunista de la Juventud (KSM), como parte integral del Komosomol de la RSFS de Rusia, sentando las bases para la creación de la KSM del Turquestán (constituida organizativamente en enero de 1920).
En abril de 1919, las tropas de Ataman Dutov aislaron nuevamente la región de la RSFSR y se formó el Frente de Aktobe . Se creó el Consejo Militar Revolucionario de la RASS del Turquestán ( A. I. Belov , I. G. Bregadze, A. P. Vostrosablin , F. L. Zheleznov). El 14 de abril, Kazakov fue nombrado presidente del Consejo Militar Revolucionario, luego D. P. Salikov y Belov comandante en jefe. El 25% de los comunistas, el 50% de los diputados de los sóviets y el 10% de los sindicalistas se incorporaron al ejército. En abril de 1919, el Frente de Aktobé se fortaleció y grandes bandas de basmachíes fueron derrotadas cerca de Namangán y Kokand. Se libraron feroces batallas en el Frente de Semirechye. Para el verano, la mayor parte del óblast de Transcaspia estaba liberada. El 11 de agosto de 1919 se creó el Frente del Turquestán, y el 25 de agosto, las tropas de la república fueron transferidas al mando del comandante del frente, Mijaíl Frunze, quien el 13 de septiembre de 1919 se unió a las tropas del Frente del Turquestán. Se restableció la comunicación con la RSFSR. La RSFS de Rusia se enfrentó a la tarea de derrotar completamente a sus enemigos; tanto al Movimiento Blanco en Transcaspia y Semirechye, como a los basmachíes en Ferganá, y de restaurar la economía nacional.
El VIII Congreso de los Sóviets del Turquestán (del 6 de septiembre al 4 de octubre de 1919) desarrolló medidas para fortalecer los órganos del poder soviético y el Ejército Rojo. Simultáneamente, el congreso tomó decisiones erróneas al abolir el Consejo de Comisarios del Pueblo de la RASS del Turquestán y los órganos regionales del poder soviético. Esto debilitó el poder ejecutivo y generó confusión en la administración pública, por lo que en 1920, dichas decisiones fueron revocadas.
Se eligió el Comité Ejecutivo Central del Turquestán (presidente I. A. Apin). Desde octubre de 1919, el Comité Central del Pueblo (PCT) recibieron la asistencia de la Comisión del Turquestán del Comité Ejecutivo Central Panruso y del Consejo de Comisarios del Pueblo de la RSFS de Rusia, con poderes otorgados por el Comité Central del PCR(b). Se envió personal de los sóviets y del partido, así como asistencia material, al Turquestán: entre febrero y diciembre de 1920, llegaron 614 vagones con bienes económicos nacionales (sin contar diversas organizaciones económicas), así como equipo industrial de empresas enteras. A su vez, la RASS del Turquestán suministró de materias primas (algodón, lana, frutas, etc.) al resto de la RSFS de Rusia. Se prestó especial atención a la solución del problema alimentario en la RASS del Turquestán.
El 4 de junio de 1919 (con gran retraso), el Comité Ejecutivo de Turquestán (CEC) aprobó un decreto sobre el monopolio del grano. No fue posible implementarlo debido a la falta de preparación para su promulgación, la debilidad de las organizaciones campesinas y la resistencia de los kulaks. En febrero de 1920, la CEC emitió resoluciones sobre la organización de destacamentos de alimentos y comités de pobres en asentamientos con población predominantemente europea; sobre la lucha contra los kulaks que ocultaban excedentes de grano; y sobre la distribución de la requisición de alimentos entre todo el campesinado reasentado. Desde el otoño de 1920, la requisición de alimentos se extendió a la población indígena. Para apoyar a las agencias de alimentos, se crearon destacamentos de la "inspección musulmana". Hasta 8,500 trabajadores, principalmente de nacionalidades locales, fueron movilizados y reclutados en destacamentos de alimentos y destacamentos de la "inspección musulmana". A diferencia del centro de la RSFSR, el impuesto alimentario no cubría todos los excedentes de grano; una parte podía venderse en el mercado. En 1920, comenzó la asignación de tierras de los señores feudales al campesinado trabajador, y aumentó la ayuda estatal en forma de semillas y aperos agrícolas. Sin embargo, la situación alimentaria general en la RSFSR seguía siendo difícil.
En relación con la intensificación de las operaciones militares contra el Ejército Blanco y los Basmachí, desde finales de 1919, se crearon comités revolucionarios en todas partes para reemplazar a los comités ejecutivos de los Sóviets (funcionaron hasta marzo de 1921). Por iniciativa de la Comisión , la división regional de la RASS del Turquestán y los órganos regionales del poder soviético (excepto los comités ejecutivos regionales) se restauraron a finales de 1919, y el Consejo de Comisarios del Pueblo de la RASS del Turquestán (ahora presidido por Jānis Rudzutaks) en marzo de 1920. A finales de 1919 y principios de 1920, las bandas basmachí de Irgash, el Ejército Verde de Ferganá y los frentes Transcaspio y Semirechye fueron derrotados. En junio de 1920, se reprimió la rebelión de Verninski. A finales de 1920, los principales destacamentos basmachí de Kurshirmat , Jal-Joja y otros fueron derrotados en Ferganá. En 1920, las tropas de la RASS del Turquestán contribuyeron a las revoluciones en el Emirato de Bujará y el Kanato de  Jiva, que dieron como resultado la proclamación de la República Popular Soviética de Bujará y de la República Popular Soviética de Corasmia, respectivamente. 
El Comité de Asia Central y el Comité Central del Partido Comunista del Turquestán libraron una lucha política interna tanto con los partidarios del chovinismo ruso como de los nacionalistas pantúrquicos dentro del Partido Comunista del Turquestán. Así, representantes de este último propusieron cambiar el nombre de la República Soviética del Turquestán a "República Turca" y el del Partido Comunista del Turquestán a "Partido Comunista Turco". También exigieron la retirada de las unidades no musulmanas del Ejército Rojo y la formación de un ejército integrado únicamente por representantes de las etnias indígenas.

Mapa de Asia Central antes (en tonos de colores) y después (en patrones rayados) de la demarcación territorial-étnica.

El 8 de marzo de 1920, el Comité Central del PCR(b) adoptó la resolución "Reglamento sobre la Autonomía del Turquestán", que confirmó el nombre anterior del partido, el PCT; enfatizó que el Turquestán era la "República Autónoma del Turquestán de la RSFSR"; y determinó que el gobierno de la RSFSR poseía la plenitud del poder en el territorio del Turquestán, con excepción de la defensa, las relaciones exteriores, los ferrocarriles, los servicios postales y telegráficos, y las cuestiones financieras, que eran competencia del gobierno de la RSFSR. En mayo de 1920, una delegación de los llamados "nacionalistas desviacionistas" llegó a Moscú. La delegación incluía a Ryskulov, N. Jodzhayev y Bek-Ivánov. La delegación presentó sus puntos de vista al Comité Central del PCR(b), que fueron rechazados por contradecir la política nacional del partido. Para fortalecer la ayuda al PCT, en julio de 1920 se creó el Buró del Turquestán del Comité Central del PCR(b).
El IX Congreso de los Sóviets del Turquestán (19-24 de septiembre de 1920) decidió involucrar más ampliamente a los trabajadores locales en el gobierno, para preparar la transición de los comités revolucionarios a los comités ejecutivos electos de los Sóviets; condenó a los desviadores nacionales; aprobó una nueva Constitución, según la cual la RSFSR recibió un nuevo nombre: la República Autónoma Socialista Soviética del Turquestán; determinó las formas de relaciones entre la RSFSR y la república autónoma, la RSTS; eligió al Comité Ejecutivo Central de Turquestán (con Abdullá Rajimbayev como presidente), y al Consejo de Comisarios del Pueblo (con K. S. Atabayev como presidente). El 5 de agosto de 1920, se adoptó el reglamento sobre el Comisariado del Pueblo de Educación de la RASS del Turquestán.
En octubre de 1924, la RASS del Turquestán fue abolida (junto con la RSS de Bujará y la RSS de Corasmia) en el proceso de demarcación nacional-territorial de las repúblicas soviéticas de Asia Central, cuyo resultado fue la creación de las siguientes entidades territoriales;
- República Socialista Soviética de Uzbekistán
- República Autónoma Socialista Soviética de Tayikistán (dentro de la República Socialista Soviética de Uzbekistán)
- República Socialista Soviética de Turkmenistán
- Óblast Autónomo Kara-Kirguís (dentro de la República Socialista Federativa Soviética de Rusia)
- Óblast Autónomo Karakalpako (dentro de la República Socialista Soviética de Uzbekistán)

Una parte significativa del óblast de Sir Daria y la mitad del óblast de Jetysu fueron transferidas a la previamente formada República Autónoma Socialista Soviética de Kirguistán (Kazajistán). La parte sur del distrito de Adayevsk de la RASS de Kirguistán fue transferida a la RSS de Turkmenistán, y la parte oriental del distrito de Adayevsk, al Óblast Autónomo de Karakalpako.

## Subdivisión administrativa
Las subdivisiones administrativas de la RASS consistió en óblasts y óblasts autónomos;
| Nombre                                          | Capital    |
| ----------------------------------------------- | ---------- |
| Óblast de Amu Daria                             | Turtkul    |
| Óblast de Semirechye                            | Verny      |
| Óblast de Samarcanda                            | Samarcanda |
| Óblast de Sir Daria                             | Taskent    |
| Óblast Autónomo Turcomano/Óblast de Transcaspia | Poltoratsk |
| Óblast de Ferganá                               | Skovelev   |

## Economía
Para garantizar la defensa, se nacionalizaron las fábricas y plantas, así como algunos establecimientos industriales de tipo semiartesanal y artesanal; importantes empresas privadas, semiartesanales y artesanales, quedaron bajo el control de organismos soviéticos. Se introdujo el servicio laboral. La población indígena de la RASS del Turquestán se dedicaba principalmente a la ganadería y al cultivo de algodón, cuya superficie se redujo a 80,000 desiatinas en 1918, frente a las 523,000 desiatinas de 1915. La superficie total cultivada en los óblasts de Sir Daria, Samarcanda y Ferganá en 1918 disminuyó un 46 % en comparación con 1917. La producción local de grano era insuficiente. Con el agravamiento de la crisis alimentaria a partir de agosto de 1918, los terratenientes se vieron obligados a transferir grano al estado a precios fijos; al mismo tiempo, las agencias de alimentos adquirían grano en el mercado libre a precios libres. En otoño de 1918, se formó la Comisión Central para la Lucha contra la Hambruna.
Para eliminar la devastación económica, restaurar y desarrollar la economía nacional de las repúblicas de Turquestán, Bujará y Corasmia, en marzo de 1923, por decisión de la primera conferencia económica de Turquestán, Bujará y Corasmia, se llevó a cabo la unificación económica de las tres repúblicas y se formó un solo centro económico: el Consejo Económico de Asia Central (CAEC).

## Demografía
El censo de 1920 determinó que la población de la república autónoma era de 5,221,963 habitantes, de los cuales los más numerosos eran uzbekos (2,050,775) y kazajos (1,091,925). También vivían allí otros grupos étnicos de Asia Central: 522,292 kirguises, 399,912 tayikos, 266,681 turcomanos y 75,334 karakalpakos. Además, también vivían en la república rusos, ucranianos, bielorrusos, y representantes de otros grupos étnicos.